# Premi Huevo de Colón
El Premi Huevo de Colón és un guardó atorgat anualment per la Cartelera Turia des de 1992, en la gala dels Premis Turia. En ella s'honren els assoliments del món de la cultura i l'espectacle.

## Guardonats
| Any  | Guardonat |
| ---- | --- |
| 2018 | Zapeando (La Sexta)                                                                                                   |
| 2017 | - |
| 2016 | Miquel Iceta |
| 2015 | Mongolia |
| 2014 | Ortifus |
| 2013 | Jorge Verstrynge |
| 2012 | Nacho Vidal |
| 2011 | Mònica Oltra, diputada de les Corts Valencianes.                                                                      |
| 2010 | Andrés Perelló Rodríguez, eurodiputat                                                                                 |
| 2009 | Jesús Franco |
| 2008 | Jordi Évole, "El Follonero"                                                                                           |
| 2007 | Cándida, de Guillermo Fesser                                                                                          |
| 2006 | Xavi Castillo |
| 2005 | Gomaespuma |
| 2004 | Benito Pocino, "Mortadelo".                                                                                           |
| 2003 | Arturo Blay i Amadeo Salvador, presentadors de No estamos locos (Programa de Cadena Ser).                             |
| 2002 | Moncho Alpuente |
| 2001 | El Gran Wyoming |
| 2000 | Boris Izaguirre |
| 1999 | Santiago Segura |
| 1998 | Joan Monleón |
| 1997 | CQC (Caiga Quien Caiga)                                                                                               |
| 1996 | Xuso Civera i J.R. Seguí, manteniment de la trinxera cívica i cultural entre les séquies reials de Montcada i Xúquer. |
| 1995 | Javier Gurruchaga |
| 1994 | J. J. Pérez Benlloch i Paco Roig, "Per un València campeó"                                                            |
| 1993 | Joaquín Calomarde Gramage, "La cosa está que arde"                                                                    |
| 1992 | Amadeu Fabregat, director de RTVV                                                                                     |